# Lucien Buysse
Lucien Buysse (11. září 1892 Deinze – 3. ledna 1980 Deinze) byl belgický cyklista a vítěz Tour de France. Narodil se v Wontergemu a začal profesionálně závodit v roce 1914, kdy se poprvé účastnil Tour de France, kterou ale nedokončil.

V cyklistické kariéře pokračoval po první světové válce, v roce 1919 se účastnil Tour de France, ale opět nedokončil. V roce 1920 se umístil na třetím místě v klasice Paříž–Roubaix. V roce 1923 dokončil Tour de France na osmém místě.

V letech 1924 a 1925 Tour de France jel s týmem Automoto vedeným Ottaviem Bottecchiem, kde byl možná prvním domestikem v historii Tour. V roce 1924 se umístil na třetím místě a v roce 1925 na druhém místě.

Tour de France z roku 1926 byla nejdelší ve své historii (5,745 km), přičemž 17 etap mělo průměrně 338 km. Buysse, závodící se svými dvěma bratry Julesem a Michelem, převzal v desáté etapě žlutý dres od Gustave Van Slembroucka útokem během zuřivé bouře na Col d'Aspin v Pyrenejích. Během etapy získal téměř hodinový náskok nad leaderem svého týmu Bottecchiem, který toto Tour nedokončil. Buysse přijel do Paříže jako vítěz, přestože během závodu utrpěl ztrátu své dcery.

Buysse během své kariéry vyhrál celkem pět etap Tour: jednu v roce 1923; dvě v roce 1925 a dvě v roce 1926.